# رولف یونسون
رولف یونسون (انگلیسی: Rolf Johnsson; ۱ دسامبر ۱۸۸۹ – ۳ ژوئن ۱۹۳۱) ژیمناست هنری اهل سوئد بود.